# Sigmafactor
Een sigmafactor (σ-factor) is een eiwit dat bij prokaryoten een belangrijke rol speelt bij het vertalen van DNA.
De sigmafactor is bij de transcriptie een initiatiefactor die verantwoordelijk is voor de specificiteit van RNA-polymerase, zodat dit aan promotors kan binden en de juiste genen kan transcriberen. Verschillende sigmafactoren worden geactiveerd als reactie op verschillende omstandigheden van het organisme. Ieder RNA-polymerasemolecuul kan met een sigmafactor binden. Van de modelbacterie E. coli zijn acht sigmafactoren bekend, maar het aantal varieert van soort tot soort en hangt samen met hoe goed een soort kan reageren op veranderende omstandigheden. Sigmafactoren worden van elkaar onderscheiden op basis van hun massa. Zo heeft σ70 een massa van 70 kDa.

## Structuur
Over het algemeen bestaat een sigmafactor uit vier regio's:
```
N-terminus --------------------- C-terminus
             1    2    3    4
```

De regio's zijn weer verder onderverdeeld en worden met elkaar verbonden door "linkers".

## σ-cyclus
De sigmafactor verlaat het RNA polymerase-complex weer na de initiatie, maar er is nog onduidelijkheid of dit ook een vereiste is voor het RNA-polymerase om ook daadwerkelijk verder te gaan met het vertalen van het DNA (elongatie). Door dit loslaten, kan de factor weer met een ander RNA-polymerase binden voordat het hele gen is getranscribeerd. Ook kan de sigmafactor na het loslaten wederom binden wanneer het RNA-polymerase langs een DNA-stuk komt dat lijkt op een promotor. Op die manier kan het RNA-polymerase ook nog tijdens de elongatie door de sigmafactor worden beïnvloed.